# NGC 61
Nel New General Catalogue, la posizione NGC 61 fa riferimento a una coppia di galassie lenticolari, indicate come NGC 61-A (o NGC 61-1) e NGC 61-B (o NGC 61-2), situate nella costellazione della Balena. Le galassie sono state scoperte il 10 settembre 1785 da William Herschel.
Considerando che le due galassie hanno valori di distanza molto prossimi, è probabile che si tratti di una coppia di galassie interagenti.